# Ruhland
Ruhland település Németországban, azon belül Brandenburgban. Lakosainak száma 3737 fő (2023. december 31.).

## Népesség
A település népességének változása:
| Lakosok száma | 3655 | 3672 | 3767 | 3770 | 3737 |
|               | 2017 | 2019 | 2021 | 2022 | 2023 |